# Pittsburg (Misuri)
Pittsburg es un área no incorporada ubicada en el condado de Hickory en el estado estadounidense de Misuri.

## Geografía
Pittsburg se encuentra ubicada en las coordenadas 37°50′2″N 93°18′2″O / 37.83389, -93.30056.